# Операция «Танненберг»
Операция «Танненберг» (нем. Unternehmen «Tannenberg») — кодовое наименование немецкой операции по массовому уничтожению поляков в период Второй мировой войны (часть Плана «Ост»).
Списки поляков (Sonderfahndungsbuch Polen), подготовленные немцами ещё перед войной, насчитывали более 61 000 представителей польской элиты: активистов, интеллигенции, учёных, актёров, государственных деятелей и др., которые должны были быть уничтожены. В подготовке списков принимали участие «фольксдойче».
31 июля 1939 г. обергруппенфюрер СС Рейнхард Гейдрих — начальник полиции безопасности (Sicherheitspolizei, "зипо"), состоявшей из тайной государственной полиции (Geheime Staatspolizei, или гестапо) и уголовной полиции (Kriminalpolizei, "крипо") и собственной Службы безопасности нацистской партии (Sicherheitsdienst, или СД), — заключил официальное соглашение с полковником Эдуардом Вагнером, начальником штаба генерал-квартирмейстера немецкой армии. Согласно этому договору, на протяжении польской кампании за «подавление всех антиимперских и антинемецких элементов на вражеской территории в тылу сражающихся войск» и их отправку в концентрационные лагеря должны были отвечать айнзатцгруппы — специальные мобильные отряды полиции безопасности СС и агентов СД. Однако соглашение прямо запрещало айнзатцгруппам жестоко обращаться с задержанными или убивать их; реальность на местах будет выглядеть совсем иначе.
В мае 1939 года приказом Гитлера для исполнения операции «Танненберг» было создано специальное подразделение в Главном управлении имперской безопасности. Оно командовало множеством Einsatzgruppen der Sicherheitspolizei und des SD, сформированных из гестапо, немецкой уголовной полиции (Kripo) и чиновников SD, которые теоретически были подчинены командованию вермахта. Их задача состояла в том, чтобы арестовать всех людей, перечисленных в списках.
Сначала, в августе 1939 года, приблизительно 2000 активистов организаций польского меньшинства в Германии были арестованы и убиты. Вторая часть операции началась 1 сентября 1939 года и закончилась в октябре того же года, приведя по крайней мере к 20 000 жертвам, убитым в 760 массовых расстрелах, выполняемых специальными подразделениями (Einsatzgruppen) при помощи регулярных частей вермахта.
Кроме того из «фольксдойче» и иных проживавших в Польше сторонников нацистов были созданы подразделения (Selbstschutz), члены которого обучались перед войной в Германии диверсионной и партизанской борьбе. Формирование было ответственно за массовую резню и из-за его плохой репутации было распущено нацистскими властями после полной оккупации Польши.